# Puchar Top Teams siatkarek (2003/2004)
Puchar Top Teams 2003/2004 – 4. sezon turnieju rozgrywanego od 2001 roku, organizowanego przez Europejską Konfederację Piłki Siatkowej (CEV) w ramach europejskich pucharów dla żeńskich klubowych zespołów siatkarskich "starego kontynentu".

## Drużyny uczestniczące
- USC Münster
- VK Královo Pole Brno
- Longa'59 Lichtenvoorde
- Azena-Kumicic Velika Gorica
- CS Madeira
- Concordia BTV Luzern
- DHG Odense
- ŽOK Polo Kalesija
- Filathletic Club Vrilissia
- Dżinestra Odessa
- AEL Limassol
- Hit Nova Gorica
- Unic Piatra Neamț
- Studenti Tirana
- Castêlo Da Maia GC
- Apollon Limassol
- Speks-R Ryga
- Aibo-Ratb-Rapid Bukareszt
- Holte IF
- Örebro Volley
- Katrineholm VK
- HPN Hämeenlinna
- Uniwiersitiet Biełgorod
- Khimvolokno Czerkasy
- Günes Vakifbank Stambuł
- Arke Pollux Oldenzaal
- Ulm Aliud Pharma
- Slávia UK Bratysława
- Eburon Tongeren
- Nafta-Gaz Piła
- Filathlitikos Saloniki
- USSP Albi
- Lewski Siconco Sofia
- PSV Kuoni Schwechat

## Rozgrywki

### Runda wstępna

#### Grupa A
Brno
Tabela
| Lp. | Drużyna                     | Pkt | Mecze | Mecze | Mecze | Sety | Sety | Sety  | Małe punkty | Małe punkty | Małe punkty |
| Lp. | Drużyna                     | Pkt | M     | W     | P     | wyg. | prz. | ratio | zdob.       | str.        | ratio       |
| --- | --------------------------- | --- | ----- | ----- | ----- | ---- | ---- | ----- | ----------- | ----------- | ----------- |
| 1   | USC Münster                 | 6   | 3     | 3     | 0     | 9    | 0    | MAX   | 225         | 148         | 1.520       |
| 2   | Královo Pole Brno           | 5   | 3     | 2     | 1     | 6    | 5    | 1.200 | 257         | 247         | 1.040       |
| 3   | Longa'59 Lichtenvoorde      | 4   | 3     | 1     | 2     | 4    | 6    | 0.667 | 214         | 225         | 0.951       |
| 4   | Azena-Kumicic Velika Gorica | 3   | 3     | 0     | 3     | 1    | 9    | 0.111 | 174         | 250         | 0.696       |

Wyniki
| Data       | Drużyna 1                   | Wynik | Drużyna 2                   | Sety                       |
| ---------- | --------------------------- | ----- | --------------------------- | -------------------------- |
| 24.10.2003 | USC Münster                 | 3:0   | Longa'59 Lichtenvoorde      | 25:20, 25:21, 25:9         |
| 24.10.2003 | Královo Pole Brno           | 3:1   | Azena-Kumicic Velika Gorica | 26:24, 25:16, 24:26, 25:17 |
|            |                             |       |                             |                            |
| 25.10.2003 | Longa'59 Lichtenvoorde      | 3:0   | Azena-Kumicic Velika Gorica | 25:19, 25:22, 25:14        |
| 25.10.2003 | USC Münster                 | 3:0   | Královo Pole Brno           | 25:22, 25:17, 25:23        |
|            |                             |       |                             |                            |
| 26.10.2003 | Azena-Kumicic Velika Gorica | 0:3   | USC Münster                 | 16:25, 8:25, 12:25         |
| 26.10.2003 | Královo Pole Brno           | 3:1   | Longa'59 Lichtenvoorde      | 20:25, 25:22, 25:19, 25:23 |

#### Grupa B
Lucerna
Tabela
| Lp. | Drużyna              | Pkt | Mecze | Mecze | Mecze | Sety | Sety | Sety  | Małe punkty | Małe punkty | Małe punkty |
| Lp. | Drużyna              | Pkt | M     | W     | P     | wyg. | prz. | ratio | zdob.       | str.        | ratio       |
| --- | -------------------- | --- | ----- | ----- | ----- | ---- | ---- | ----- | ----------- | ----------- | ----------- |
| 1   | CS Madeira           | 6   | 3     | 3     | 0     | 9    | 2    | 4.500 | 254         | 201         | 1.264       |
| 2   | Concordia BTV Luzern | 5   | 3     | 2     | 1     | 8    | 4    | 2.000 | 272         | 223         | 1.220       |
| 3   | DHG Odense           | 4   | 3     | 1     | 2     | 3    | 7    | 0.429 | 195         | 230         | 0.848       |
| 4   | ŽOK Polo Kalesija    | 3   | 3     | 0     | 3     | 2    | 9    | 0.222 | 200         | 267         | 0.749       |

Wyniki
| Data       | Drużyna 1            | Wynik | Drużyna 2            | Sety                              |
| ---------- | -------------------- | ----- | -------------------- | --------------------------------- |
| 24.10.2003 | Polo Kalesija        | 0:3   | CS Madeira           | 21:25, 20:25, 12:25               |
| 24.10.2003 | Concordia BTV Luzern | 3:0   | DHG Odense           | 25:17, 25:19, 25:16               |
|            |                      |       |                      |                                   |
| 25.10.2003 | Polo Kalesija        | 1:3   | Concordia BTV Luzern | 14:25, 12:25, 25:20, 16:25        |
| 25.10.2003 | CS Madeira           | 3:0   | DHG Odense           | 25:19, 25:12, 25:15               |
|            |                      |       |                      |                                   |
| 26.10.2003 | DHG Odense           | 3:1   | Polo Kalesija        | 25:17, 25:20, 22:25, 25:18        |
| 26.10.2003 | Concordia BTV Luzern | 2:3   | CS Madeira           | 25:22, 19:25, 25:17, 20:25, 13:15 |

#### Grupa C
Nova Gorica
Tabela
| Lp. | Drużyna                    | Pkt | Mecze | Mecze | Mecze | Sety | Sety | Sety  | Małe punkty | Małe punkty | Małe punkty |
| Lp. | Drużyna                    | Pkt | M     | W     | P     | wyg. | prz. | ratio | zdob.       | str.        | ratio       |
| --- | -------------------------- | --- | ----- | ----- | ----- | ---- | ---- | ----- | ----------- | ----------- | ----------- |
| 1   | Filathletic Club Vrilissia | 6   | 3     | 3     | 0     | 9    | 2    | 4.500 | 261         | 218         | 1.197       |
| 2   | Dżinestra Odessa           | 5   | 3     | 2     | 1     | 8    | 3    | 2.667 | 256         | 208         | 1.231       |
| 3   | Hit Nova Gorica            | 4   | 3     | 1     | 2     | 3    | 6    | 0.500 | 190         | 197         | 0.964       |
| 4   | AEL Limassol               | 3   | 3     | 0     | 3     | 0    | 9    | 0.000 | 141         | 225         | 0.627       |

Wyniki
| Data       | Drużyna 1                  | Wynik | Drużyna 2                  | Sety                              |
| ---------- | -------------------------- | ----- | -------------------------- | --------------------------------- |
| 24.10.2003 | Dżinestra Odessa           | 2:3   | Filathletic Club Vrilissia | 15:25, 28:30, 25:18, 25:22, 13:15 |
| 24.10.2003 | AEL Limassol               | 0:3   | Hit Nova Gorica            | 15:25, 18:25, 13:25               |
|            |                            |       |                            |                                   |
| 25.10.2003 | Dżinestra Odessa           | 3:0   | AEL Limassol               | 25:14, 25:14, 25:13               |
| 25.10.2003 | Hit Nova Gorica            | 0:3   | Filathletic Club Vrilissia | 12:25, 22:25, 24:26               |
|            |                            |       |                            |                                   |
| 26.10.2003 | Filathletic Club Vrilissia | 3:0   | AEl Limassol               | 25:18, 25:19, 25:17               |
| 26.10.2003 | Hit Nova Gorica            | 0:3   | Dżinestra Odessa           | 23:25, 17:25, 17:25               |

#### Grupa D
Tirana
Tabela
| Lp. | Drużyna            | Pkt | Mecze | Mecze | Mecze | Sety | Sety | Sety  | Małe punkty | Małe punkty | Małe punkty |
| Lp. | Drużyna            | Pkt | M     | W     | P     | wyg. | prz. | ratio | zdob.       | str.        | ratio       |
| --- | ------------------ | --- | ----- | ----- | ----- | ---- | ---- | ----- | ----------- | ----------- | ----------- |
| 1   | Castêlo Da Maia GC | 6   | 3     | 3     | 0     | 9    | 1    | 9.000 | 251         | 183         | 1.372       |
| 2   | Unic Piatra Neamț  | 5   | 3     | 2     | 1     | 6    | 5    | 1.200 | 236         | 209         | 1.129       |
| 3   | Studenti Tirana    | 4   | 3     | 1     | 2     | 6    | 6    | 1.000 | 256         | 249         | 1.028       |
| 4   | Apollon Limassol   | 3   | 3     | 0     | 3     | 0    | 9    | 0.000 | 123         | 225         | 0.547       |

Wyniki
| Data       | Drużyna 1          | Wynik | Drużyna 2          | Sety                              |
| ---------- | ------------------ | ----- | ------------------ | --------------------------------- |
| 24.10.2003 | Unic Piatra Neamț  | 0:3   | Castêlo Da Maia GC | 18:25, 20:25, 21:25               |
| 24.10.2003 | Studenti Tirana    | 3:0   | Apollon Limassol   | 25:15, 25:14, 25:17               |
|            |                    |       |                    |                                   |
| 25.10.2003 | Apollon Limassol   | 0:3   | Castêlo Da Maia GC | 17:25, 4:25, 13:25                |
| 25.10.2003 | Studenti Tirana    | 2:3   | Unic Piatra Neamț  | 16:25, 12:25, 25:20, 25:17, 13:15 |
|            |                    |       |                    |                                   |
| 26.10.2003 | Unic Piatra Neamț  | 3:0   | Apollon Limassol   | 25:13, 25:17, 25:13               |
| 26.10.2003 | Castêlo Da Maia GC | 3:1   | Studenti Tirana    | 27:25, 25:16, 23:25, 26:24        |

#### Grupa E
Ryga
Tabela
| Lp. | Drużyna                   | Pkt | Mecze | Mecze | Mecze | Sety | Sety | Sety  | Małe punkty | Małe punkty | Małe punkty |
| Lp. | Drużyna                   | Pkt | M     | W     | P     | wyg. | prz. | ratio | zdob.       | str.        | ratio       |
| --- | ------------------------- | --- | ----- | ----- | ----- | ---- | ---- | ----- | ----------- | ----------- | ----------- |
| 1   | Aibo-Ratb-Rapid Bukareszt | 6   | 3     | 3     | 0     | 9    | 0    | MAX   | 225         | 122         | 1.844       |
| 2   | Örebro Volley             | 5   | 3     | 2     | 1     | 6    | 6    | 1.000 | 258         | 249         | 1.036       |
| 3   | Speks-R Ryga              | 4   | 3     | 1     | 2     | 5    | 6    | 0.833 | 206         | 239         | 0.862       |
| 4   | Holte IF                  | 3   | 3     | 0     | 3     | 1    | 9    | 0.111 | 169         | 248         | 0.681       |

Wyniki
| Data       | Drużyna 1       | Wynik | Drużyna 2       | Sety                              |
| ---------- | --------------- | ----- | --------------- | --------------------------------- |
| 24.10.2003 | Speks-R Ryga    | 3:0   | Holte IF        | 25:19, 26:24, 25:15               |
| 24.10.2003 | Örebro Volley   | 0:3   | Rapid Bukareszt | 13:25, 20:25, 22:25               |
|            |                 |       |                 |                                   |
| 25.10.2003 | Speks-R Ryga    | 2:3   | Örebro Volley   | 25:21, 16:25, 25:20, 15:25, 13:15 |
| 25.10.2003 | Holte IF        | 0:3   | Rapid Bukareszt | 7:25, 10:25, 14:25                |
|            |                 |       |                 |                                   |
| 26.10.2003 | Holte IF        | 1:3   | Örebro Volley   | 23:25, 25:22, 17:25, 15:25        |
| 26.10.2003 | Rapid Bukareszt | 3:0   | Speks-R Ryga    | 25:12, 25:12, 25:12               |

#### Grupa F
Czerkasy
Tabela
| Lp. | Drużyna                 | Pkt | Mecze | Mecze | Mecze | Sety | Sety | Sety  | Małe punkty | Małe punkty | Małe punkty |
| Lp. | Drużyna                 | Pkt | M     | W     | P     | wyg. | prz. | ratio | zdob.       | str.        | ratio       |
| --- | ----------------------- | --- | ----- | ----- | ----- | ---- | ---- | ----- | ----------- | ----------- | ----------- |
| 1   | Uniwiersitiet Biełgorod | 5   | 3     | 2     | 1     | 7    | 3    | 2.333 | 247         | 207         | 1.193       |
| 2   | Khimvolokno Czerkasy    | 5   | 3     | 2     | 1     | 8    | 5    | 1.600 | 306         | 291         | 1.052       |
| 3   | HPN Hämeenlinna         | 4   | 3     | 1     | 2     | 4    | 6    | 0.667 | 217         | 237         | 0.916       |
| 4   | Svezia Katrineholms VK  | 4   | 3     | 1     | 2     | 3    | 8    | 0.375 | 223         | 258         | 0.864       |

Wyniki
| Data       | Drużyna 1               | Wynik | Drużyna 2               | Sety                              |
| ---------- | ----------------------- | ----- | ----------------------- | --------------------------------- |
| 24.10.2003 | Katrineholm VK          | 3:2   | Khimvolokno Czerkasy    | 22:25, 22:25, 25:22, 26:24, 15:12 |
| 24.10.2003 | Uniwiersitiet Biełgorod | 3:0   | TV HÄmeenlinna          | 25:22, 25:17, 25:19               |
| 25.10.2003 | Khimvolokno Czerkasy    | 3:1   | Uniwiersitiet Biełgorod | 27:29, 26:24, 25:23, 25:21        |
| 25.10.2003 | TV HÄmeenlinna          | 3:0   | Katrineholm VK          | 25:23, 25:22, 25:22               |
| 26.10.2003 | Uniwiersitiet Biełgorod | 3:0   | Katrineholm VK          | 25:17, 25:15, 25:14               |
| 26.10.2003 | TV HÄmeenlinna          | 1:3   | Khimvolokno Czerkasy    | 15:25, 22:25, 25:20, 22:25        |

### 1/8 finału
| Data       | Drużyna 1                  | Wynik | Drużyna 2               | Sety                              |
| ---------- | -------------------------- | ----- | ----------------------- | --------------------------------- |
| 10.12.2003 | Günes Vakifbank Stambuł    | 3:1   | Uniwiersitiet Biełgorod | 25:18, 21:25, 25:17, 25:19        |
| 11.12.2003 | Günes Vakifbank Stambuł    | 3:0   | Uniwiersitiet Biełgorod | 25:18, 25:22, 25:23               |
| 10.12.2003 | Castêlo Da Maia GC         | 3:0   | Arke Pollux Oldenzaal   | 25:22, 25:23, 25:19               |
| 16.12.2003 | Castêlo Da Maia GC         | 3:1   | Arke Pollux Oldenzaal   | 25:16, 25:21, 15:25, 25:22        |
| 10.12.2003 | Ulm Aliud Pharma           | 3:0   | CS Madeira              | 25:16, 25:22, 25:22               |
| 17.12.2003 | Ulm Aliud Pharma           | 3:1   | CS Madeira              | 18:25, 25:15, 26:24, 25:20        |
| 10.12.2003 | Filathletic Club Vrilissia | 3:0   | Slávia UK Bratysława    | 25:12, 25:17, 25:19               |
| 17.12.2003 | Filathletic Club Vrilissia | 1:3   | Slávia UK Bratysława    | 20:25, 26:24, 21:25, 17:25        |
| 10.12.2003 | Rapid Bukareszt            | 0:3   | Eburon Tongeren         | 25:27, 24:26, 22:25               |
| 17.12.2003 | Rapid Bukareszt            | 0:3   | Eburon Tongeren         | 18:25, 15:25, 18:25               |
| 10.12.2003 | Nafta-Gaz Piła             | 3:1   | Filathlitikos Saloniki  | 19:25, 25:18, 26:24, 25:16        |
| 18.12.2003 | Nafta-Gaz Piła             | 1:3   | Filathlitikos Saloniki  | 15:25, 25:19, 16:25, 20:25        |
| 10.12.2003 | USC Münster                | 3:0   | USSP Albi               | 25:20, 25:22, 25:21               |
| 17.12.2003 | USC Münster                | 2:3   | USSP Albi               | 25:23, 23:25, 24:26, 25:22, 12:15 |
| 09.12.2003 | Lewski Siconco Sofia       | 3:1   | PSV Kuoni Schwechat     | 25:20, 25:12, 18:25, 25:17        |
| 17.12.2003 | Lewski Siconco Sofia       | 2:3   | PSV Kuoni Schwechat     | 25:23, 18:25, 16:25, 25:13, 7:15  |

### Ćwierćfinał
| Data       | Drużyna 1               | Wynik | Drużyna 2                  | Sety                              |
| ---------- | ----------------------- | ----- | -------------------------- | --------------------------------- |
| 22.01.2004 | Günes Vakifbank Stambuł | 3:0   | Castêlo Da Maia GC         | walkower                          |
| 28.01.2004 | Günes Vakifbank Stambuł | 3:0   | Castêlo Da Maia GC         | walkower                          |
| 21.01.2004 | Ulm Aliud Pharma        | 3:0   | Filathletic Club Vrilissia | 26:24, 25:22, 25:14               |
| 28.01.2004 | Ulm Aliud Pharma        | 2:3   | Filathletic Club Vrilissia | 25:23, 22:25, 23:25, 25:22, 18:20 |
| 21.01.2004 | Filathlitikos Saloniki  | 2:3   | Eburon Tongeren            | 25:22, 10:25, 25:20, 20:25, 8:15  |
| 28.01.2004 | Filathlitikos Saloniki  | 0:3   | Eburon Tongeren            | 21:25, 15:25, 12:25               |
| 22.01.2004 | Lewski Siconco Sofia    | 0:3   | USC Münster                | 21:25, 23:25, 21:25               |
| 28.01.2004 | Lewski Siconco Sofia    | 3:1   | USC Münster                | 25:22, 25:17, 20:25, 25:23        |

### Turniej finałowy
Bursa

#### Półfinał
| Data       | Drużyna 1               | Wynik | Drużyna 2       | Sety                       |
| ---------- | ----------------------- | ----- | --------------- | -------------------------- |
| 13.03.2004 | Ulm Aliud Pharma        | 3:1   | USC Münster     | 25:20, 25:17, 23:25, 25:20 |
| 13.03.2004 | Günes Vakifbank Stambuł | 3:1   | Eburon Tongeren | 25:17, 14:25, 25:14, 25:22 |

#### Mecz o 3. miejsce
| Data       | Drużyna 1       | Wynik | Drużyna 2   | Sety                |
| ---------- | --------------- | ----- | ----------- | ------------------- |
| 14.03.2004 | Eburon Tongeren | 3:0   | USC Münster | 25:20, 25:17, 25:14 |

#### Finał
| Data       | Drużyna 1               | Wynik | Drużyna 2        | Sety                |
| ---------- | ----------------------- | ----- | ---------------- | ------------------- |
| 14.03.2004 | Günes Vakifbank Stambuł | 3:0   | Ulm Aliud Pharma | 25:19, 25:15, 26:24 |

## Klasyfikacja końcowa
| Miejsce | Drużyna                 |
| ------- | ----------------------- |
| złoto   | Günes Vakifbank Stambuł |
| srebro  | Ulm Aliud Pharma        |
| brąz    | Eburon Tongeren         |
| 4.      | USC Münster             |